# †メタウサ姫〜黒ゆかり王国ミサ〜†
「†メタウサ姫〜黒ゆかり王国ミサ〜†」（メタウサひめ くろゆかりおうこくミサ）は、ゆかり姫（田村ゆかり）の1枚目のシングル。2009年2月14日にキングレコードから発売された。

## 概要
2009年2月14日から2009年3月8日にかけて5公演されたライブ「田村ゆかり Love ♥ Live 2009 *Dreamy Maple Crown*」の各会場で、限定発売されたシングル。2009年の公演以降のライブ会場でも『mon chéri』と同様にCDを買うことができる。なお本作は着うた、着うたフルでも配信されている。
表題曲『†メタウサ姫〜黒ゆかり王国ミサ〜†』は、田村ゆかり名義ではなく「ゆかり姫」名義となっている。

## 収録曲
1. †メタウサ姫〜黒ゆかり王国ミサ〜† [4:38]
作詞：わたなべみか、作曲・編曲：おおたまさとも
うた：ゆかり姫
2. シュガー・チューン [3:19]
作詞：羽月美久、作曲・編曲：小松一也

## 演奏参加ミュージシャン
†メタウサ姫〜黒ゆかり王国ミサ〜†
- ギター
  - 清水昭男
- ベース
  - 山田正人

　シュガー・チューン
- ギター
  - 飯室博

## 曲の解説
†メタウサ姫〜黒ゆかり王国ミサ〜†
ゆかり姫名義の曲で表題曲。そのため田村ゆかり名義の曲「シュガー・チューン」はB面扱いとなっている。
『喫茶黒うさぎ〜秘密の小部屋〜』で初オンエアされ、「田村ゆかりがおまけになっちゃった…」と田村自身が発言し、同じくこの曲を聴いた構成作家の矢野了平は「ゆかり姫、ご乱心ですね…」と発言している。
パワーメタル調という事もあり、ANTHEMの清水昭男がギターを担当している。
「夢とファンタジーの国・ゆかり王国の姫であるゆかり姫が、6歳のときに悪い魔法使いの黒魔法にかかってしまった」という設定の曲のため、ゆかり姫が舌ったらずで歌っており、歌詞カードにも一部聴き取りにくい部分があると注意書きがしてある。